# Thomas West, tercer baró De La Warr
Thomas West, 3r i 12è Baró De La Warr (9 de juliol de 1577 – 7 de juny de 1618), també anomenat Lord De La Warr i Baró De La Warr, va ser un polític angles a Amèrica. Del seu nom deriva Delaware, la Badia de Delaware, el riu Delaware i els amerindis lenapes, també coneguts com a delaware a més de l'estat de Delaware. El nom "De La Warr" es pronuncia en anglès "Delaware".

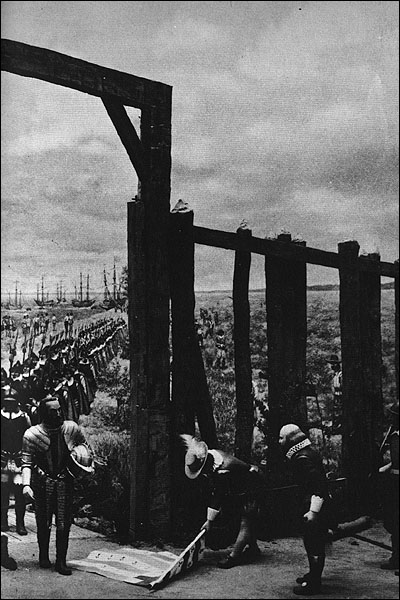
Arribada de De La Warr a Jamestown

El tercer baró De La Warr era fill de Thomas West, el segon baró De La Warr, de l'abadia Wherwell a Hampshire. El tercer baró De La Warr nasqué a Wherwell, Hampshire, Anglaterra i morí el 7 de juny de 1618 al mar quan anava cap Anglaterra des de la Colònia de Virgínia d'on era governador des de 1610.
Junt amb 150 colons, va arribar a l'assentament de Jamestown i va establir dues fortificacions a la desembocadura del riu James de Virgínia.